# Sunrta Corona
La Sunrta Corona è una struttura geologica della superficie di Venere.